# Френцель, Саломон Богухвал
Саломон Богухвал Френцель, немецкий вариант — Заломон Готтлоб Френцель (в.-луж. Salomon Bohuchwał Frencel, нем. Salomon Gottlob Frentzel, 26 января 1701 года, деревня Чорны-Холмц, Лужица, курфюршество Саксония — 22 марта 1768 год, Воерецы, Лужица, курфюршество Саксония) — лютеранский священнослужитель, лужицкий писатель и хронист.

## Биография
Родился 26 января 1701 года в семье лютеранского священника и лужицкого поэта Михала Френцеля в серболужицкой деревне Чорны-Холмц. С 1713 по 1723 год обучался в будишинской гимназии, по окончании которой до 1729 года изучал теологию в Виттенберге. После возвращения на родину служил до 1752 года настоятелем в лютеранском приходе серболужицкой деревни Лейно в окрестностях города Будишин. С 1752 года до своей кончины в 1768 года служил дьяконом в городе Воерецы.
Будучи дьяконом, писал хронику города Воерецы, которая является ценным краеведческим источником истории курфюршества Саксонии. Издал свою хронику в 1744 году в Лейпциге под названием «Historischer Schau-Platz Oder Chronice Und Beschreibung Der Königlichen und Churfürstlichen Sächßischen Stadt und Herrschafft Hoyerswerda Im Marggraffthume Ober-Laußitz Aus glaubwürdigen Uhrkunden und Nachrichten gesammlet und in richtige Ordnung gebracht». В 1738 году издал сочинение на верхнелужицком языке «Krótke rozwučenje w prašenju a wotmołwjenju teje najwosobnišeje křesćijanskeje wučby».
Сын лужицкого поэта Михала Френцеля.

## Сочинения
- «Historischer Schau-Platz Oder Chronice Und Beschreibung Der Königlichen und Churfürstlichen Sächßischen Stadt und Herrschafft Hoyerswerda Im Marggraffthume Ober-Laußitz Aus glaubwürdigen Uhrkunden und Nachrichten gesammlet und in richtige Ordnung gebracht»